# Amfiúmids
Els amfiúmids (Amphiumidae) són una família d'amfibis urodels coneguts popularment com a tritons-anguila. Inclou un únic gènere, Amphiuma. Viuen exclusivament al del sud-est dels Estats Units.

## Característiques
Són animals llargs de color fosc, similars a les anguiles, però amb quatre potes molt menudes. Viuen amagats al fang i són actius durant la nit. Les larves duen brànquies externes.
Aquests urodels tenen les quantitats d'ADN més grans de tots els éssers vivents, aproximadament 25 vegades més que un ésser humà.

## Taxonomia
Totes les espècies provenen de la zona sud-est dels Estats Units. Segons ITIS:
- Amphiuma means Garden in Smith, 1821
- Amphiuma pholeter Neill, 1964
- Amphiuma tridactylum Cuvier, 1827